# Sinfonieorchester Liepāja
Das Sinfonieorchester Liepāja (lettisch Liepājas Simfoniskā orķestra, LSO) in der lettischen Kurortstadt Liepāja ist das älteste Orchester in den baltischen Staaten. Es wurde 1881 durch Hanss Hohapfel mit 37 Mitgliedern gegründet. Hanss Hohapfel war auch der erste Dirigent. In den Sommermonaten wurde es durch Gastauftritte aus Deutschland und Polen verstärkt.

## Geschichte
Nach dem Zweiten Weltkrieg war es ein Teil der Musikschule von Liepāja und wurde vom Direktor der Schule Valdis Vikmanis viele Jahre geleitet, dieser war bis 1987 zugleich der Dirigent des Lepāja Symphony Orchestra. 1986 bekam es den Status eines professionellen Symphonie-Orchesters und damit wieder die Eigenständigkeit. Es war damit das zweite professionelle Symphonie-Orchester Lettlands. Der erste künstlerische Leiter und Chefdirigent von 1988 bis 1991 war Mihail Orekhov. Federführend für diese Entwicklung war dabei die Arbeit der Dirigenten Laimonis Trubs (1986–1996) und Jēkabs Ozoliņš (1987–2008). Mit dem künstlerischen Leiter und Dirigenten Imants Resnis wurde das Repertoire deutlich erweitert und neben den Konzerten in Riga, Liepāja und anderen Städten in den baltischen Staaten kamen international Auftritte in Spanien, Malaysia, England, Schweden, Deutschland ... hinzu. Auch wurden in dieser Zeit wichtige Kompositionen aufgenommen neben Liveaufzeichnungen im lettischen Radio und Fernsehen.
Unter Resnis kam 1993 das Internationale Piano Stars Festival (Starptautiskais Pianisma zvaigžņu festivāls) hinzu mit inzwischen weit über 150 Künstlern aus 30 Ländern, darunter Julian Joseph, England, Mikhail Voskresensky Russland, Cristina Ortiz Brasilien, Matthias Manasi Deutschland, Noriko Ogawa Japan, Eldar Djangirov, USA oder Martín Palmeri, Argentinien. Das Festival hat sich gewandelt und Sänger und weitere Solisten hinzugenommen und den Namen in Liepāja International Stars Festival (Liepājas Starptautisko zvaigžņu festivālu) geändert.
Seit 2010 ist es das Lettische Nationalorchester (LSO), im selben Jahr wurde Atvars Lakstīgala der Chefdirigent. Im selben Jahr bekam es den Latvian Great Music Award.
In den 1960er Jahren entstand die Konzertreihe „Liepājas vasara“, diese verschmolz 2010 zu einem Festival mit symphonischen Konzerten und Kammermusik und nahm damit die über 100 Jahre alte Tradition der Sommerkonzerte wieder auf.
Im Jahre 2015 bekam es mit dem neuen Konzertsaal im Lielais dzintars (Großer Bernstein) in Liepāja eine neue Heimat. Dort findet alljährlich im März das „Internationale Liepāja-Festival der Stars“ (lettisch: Liepājas Starptautiskais Zvaigžņu Festivāls) statt.
Der Litauer Gintaras Rinkevičius war Dirigent von 2017 bis 2022, bevor er von Guntis Kuzma als künstlerischer Leiter und Dirigent abgelöst wurde.
Neben den Repertoire in den Standardwerken legt das Orchester einen Schwerpunkt auf lettische Musik, so haben sie auch die 12 großen Werke der lettischen Musik bearbeitet aufgezeichnet und aufgeführt.
Im Juni 1997 wurde die Misa a Buenos Aires von Martín Palmeri unter dem Dirigenten Fernando Álvarez mit dem Kammerchor INTIS des Volkskunst- und Kulturzentrums Liepāja, Alejandra Malvino (Mezzosopran), Martín Palmeri (Klavier) und Pablo Mainetti (Bandoneón) auf CD eingespielt.

## Diskographie
Auszug:
- Karlis Lacis: Latvian Symphony, 2022
- Imants Kalnins: Sämtliche Symphonien & Konzerte, 2021
- Liepaja Symphony Orchestra – The Glittering Wind, 2019
- Charles O’Brien: Sämtliche Orchesterwerke, 2015, 2016, 2017
- Pina Napolitano – Elegy, 2016
- Liepaja Symphony Orchestra – Kurland Sounds, 2014
- Leif Solberg: Orchester-, Chor- und Orgelwerke, 2014